# Exalloniscus cortii
Exalloniscus cortii är en kräftdjursart som beskrevs av Arcangeli 1927. Exalloniscus cortii ingår i släktet Exalloniscus och familjen Oniscidae. Inga underarter finns listade i Catalogue of Life.